# 세아드 콜라시나츠
세아드 콜라시나츠(보스니아어: Sead Kolašinac, 1993년 6월 20일, 카를스루에 ~ )은 독일 태생 보스니아 헤르체고비나의 축구 선수로, 포지션은 레프트 백이며, 현재 세리에 A의 아탈란타 소속이다.